# Vampirgrundfink
Der Vampirgrundfink (Geospiza septentrionalis) ist ein Sperlingsvogel aus der Familie der Tangaren (Thraupidae). Die zur Gruppe der Darwinfinken (Geospizini) zählende Art kommt nur auf den beiden kleinen Inseln Wolf und Darwin vor, die zum Archipel der Galapagosinseln gehören. Vampirgrundfinken sind vor allem durch ihre ungewöhnliche Ernährung bekannt, zu der unter anderem das Blut anderer Vögel gehört. Lange als Unterart des Spitzschnabel-Grundfinken (G. difficilis) betrachtet, wird der Vampirgrundfink mittlerweile allgemein als eigenständige Art akzeptiert. Vornehmlich wegen ihres begrenzten Lebensraums und ihrer geringen Bestandszahlen gilt die Art in ihrem Fortbestehen als gefährdet.

## Merkmale

### Körperbau und Aussehen
Vampirgrundfinken erreichen ausgewachsen eine Größe zwischen 11 und 12 cm sowie ein Gewicht von etwa 13 bis 20 g, womit sie zu den kleineren Vertretern ihrer Gattung zählen. Der Körperbau wirkt allgemein eher rundlich und gedrungen, mit einem recht großen Kopf und einem kurzen, schwach ausgebildeten Schwanz. Der Schnabel ist hingegen lang und auffallend spitz zulaufend. Beine und Füße sind schwarz. Hinsichtlich der Gefiederfärbung zeigt sich bei ausgewachsenen Tieren ein erkennbarer Sexualdimorphismus, während Jungtiere eher wie weibliche Vögel aussehen. Erwachsene männliche Exemplare sind fast völlig schwarz gefärbt, lediglich das Gefieder am Oberflügel sowie die Steuerfedern tendieren zu einer dunklen Braunfärbung. Die Unterschwanzdecken zeigen, wenn sie sichtbar sind, kontrastierende, weiße Säume. Der Schnabel ist die meiste Zeit des Jahres orange-gelb gefärbt, wechselt jedoch zur Brutzeit graduell zu einer dunkleren, braunen Färbung mit oranger Basis. Weibliche Vögel wirken allgemein heller und weniger einheitlich gefärbt als ihre männlichen Artgenossen. Kopf, Nacken, Mantel und Kehle zeigen ein dunkles Olivbraun mit variablen, bräunlichen bis gräulichen Säumen, die dem Bereich ein leicht geschupptes Aussehen verleihen. Ein schmaler, deutlich hellerer Augenring sticht mit seiner grauen Färbung besonders direkt über dem Auge hervor. An den Flügeln finden sich eine dunkelbraune Grundfärbung und hellere, zimtfarbene Säume, die an den Deckfedern sehr breit ausfallen und an den Schwungfedern schmaler sind. Die Steuerfedern sind dunkelgrau mit hellgrauen Spitzen. Die Unterseite zeigt eine auffällige Musterung, die durch dunkelbraune Federn mit gelblich-braunen Säumen entsteht. Diese ist an Brust und Kehle noch klar abgegrenzt, wird jedoch in Richtung Bauch immer verwaschener und wird an den Unterschwanzdecken schließlich von einem ungemusterten, gelblichen Weiß abgelöst. Die Färbung des Schnabels durchläuft dieselbe Wandlung wie bei den Männchen, außerhalb der Brutzeit besitzt er beim Weibchen allerdings außerdem eine gelbe Spitze. Bei beiden Geschlechtern zeigen die unbefiederten Läufe ein mattes Schwarz oder Dunkelgrau, die Iris des Auges ist sehr dunkelbraun gefärbt.

### Stimme
Die Lautäußerungen der Art sind bislang nicht besonders gut erforscht, vorliegende Aufnahmen zeigen jedoch erkennbare Unterschiede beim Gesang auf den beiden Inseln des Verbreitungsgebiets. So wird der Gesang der Vampirgrundfinken auf Darwin als eine Abfolge kurzer, surrender chirrrp-Laute beschrieben, die unregelmäßig von einem höheren, dünnen tsweeep unterbrochen werden und stark an den Gesang des in Nordamerika weit verbreiteten Rotflügelstärlings (Agelaius phoeniceus) erinnern sollen. Die Vögel auf Wolf hingegen geben ein melodisches, zweisilbiges chew-chew von sich. Von beiden Populationen sind darüber hinaus eine Reihe metallisch klingender, recht melodischer Rufe bekannt, deren genaue Funktion nicht abschließend geklärt ist.

## Habitat

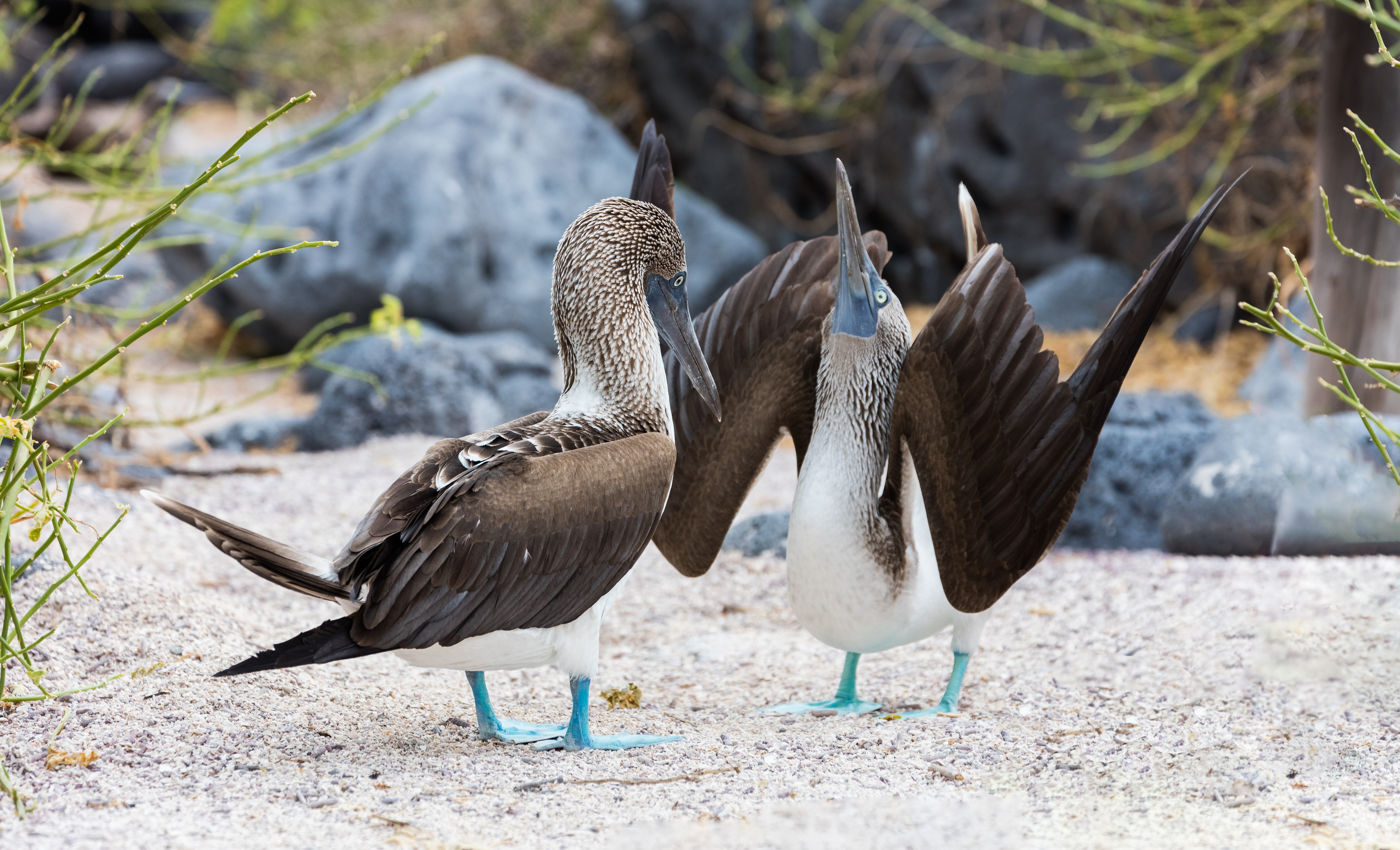
Zwei Blaufußtölpel auf Wolf Island. Vampirgrundfinken verzehren sowohl das Blut als auch die Eier und den Guano dieser Art.

Der Vampirgrundfink bewohnt wasserarme Inseln mit vergleichsweise wenig abwechslungsreicher Strauch-Vegetation, die vor allem von Opuntien und dem Wolfsmilchgewächs Croton scouleri geprägt sind. Darüber hinaus findet sich im bevorzugten Habitat der Art eine Reihe niedrigwachsender Gräser und Kräuter. Es handelt sich um einen Standvogel, der sein angestammtes Areal ganzjährig nicht verlässt. Die Inseln des Galapagos-Archipels erfahren jedes Jahr jeweils eine ausgeprägte Regen- und Trockenzeit, mit denen sich auch das Ernährungsverhalten des Vampirgrundfinken drastisch verändert.

## Lebensweise

### Ernährung
Während in den feuchten Monaten des Jahres neben Insekten und anderen kleinen Wirbellosen auch pflanzliche Nahrung in Form von Sämereien aufgenommen wird, verzehren die Vögel während der Trockenzeit ausschließlich tierische Nahrung. Hierbei sind sie vor allem von den auf den Inseln brütenden Tölpeln (Sula spp.) abhängig, deren Eier sie erbeuten und deren Blut sie trinken. Darüber hinaus wurden sie dabei beobachtet, wie sie von den Tölpeln hochgewürgte, teilweise verdaute Fischreste fressen und deren Guano aufnehmen. Das namensgebende, nur von sehr wenigen Vogelarten bekannte Verhalten wurde erstmals zufällig bei einer Expedition auf Wolf Island im Januar 1964 entdeckt. Neben der Aufnahme von Nährstoffen stillt das Blut, das einen für die Finken noch tolerierbaren Salzgehalt aufweist, auch den Flüssigkeitsbedarf der Vögel während der niederschlagsarmen Zeit des Jahres. Um an diese Ressource zu gelangen, landen sie auf dem Rücken eines sitzenden Tölpels, wo sie sich an den Handschwingen des angelegten Flügels festhalten und dem Tölpel mit dem Schnabel eine kleine Wunde, typischerweise am Ansatz der Armschwingen, zufügen. Die Tölpel reagieren auf dieses Verhalten oft nur wenig abwehrend, lediglich der unmittelbare Schmerz bei Öffnung der Wunde bewegt sie meist dazu, die Finken kurzzeitig zu verscheuchen. Diese kehren jedoch in der Regel unmittelbar auf den Rücken des Tölpels zurück und beginnen, das austretende Blut zu verzehren, was in einigen Fällen bis zu fünf Minuten andauern kann. Ein blutender Tölpel lockt darüber hinaus meist weitere Vampirgrundfinken an, die auf eine Gelegenheit warten, den gerade fressenden Artgenossen zu ersetzen.

### Fortpflanzung
Für die Aufzucht ihrer Jungen bauen Vampirgrundfinken kleine Nester in Kakteen oder Gebüschen, in denen sie während der Regenzeit brüten. In der Regel werden drei Eier gelegt und anschließend 12 Tage lang ausgebrütet. Die Küken werden von beiden Elternvögel gefüttert, wobei insbesondere Insekten auf dem Speiseplan stehen. Sie sind nach etwa 14 bis 15 Tagen flügge.

## Verbreitung und Gefährdung

Verbreitungsgebiet des Vampirgrundfinken auf den Galapagosinseln

Der Vampirgrundfink ist ein endemischer Bewohner der beiden unbewohnten Inseln Wolf und Darwin im äußersten Nordwesten des Galapagos-Archipels, das gesamte Verbreitungsgebiet umfasst lediglich eine Fläche von wenigen km². Die IUCN schätzt den Gesamtbestand der Art im Jahr 2021 auf nur 250 bis maximal 1000 adulte Exemplare, beide Populationen scheinen sich allerdings stabil zu entwickeln. Dennoch stuft die Organisation den Vampirgrundfink als vulnerable (entspricht dem Erhaltungszustand „gefährdet“) ein, da das kleine Verbreitungsgebiet und die geringen Bestandszahlen die Art besonders anfällig für Bedrohungen durch invasive Arten machen. Insbesondere ist hier die parasitäre Fliegenart Philornis downsi zu nennen, die bereits seit 1997 auf einigen der Galapagosinseln eingeschleppt wurde und den Bruterfolg der dortigen Landvogelpopulationen merklich reduziert, jedoch bislang die abgelegenen Inseln Wolf und Darwin noch nicht erreicht zu haben scheint.

## Systematik
Die Erstbeschreibung des Vampirgrundfinken stammt aus dem Jahr 1899 und geht auf den britischen Zoologen Walter Rothschild und den deutschen Ornithologen Ernst Hartert zurück. Die beiden Forscher nahmen an, eine bislang unbekannte Unterart des auf vielen der Galapagosinseln verbreiteten Kaktusgrundfinken (Geospiza scandens) vor sich zu haben, und gaben dieser entsprechend den wissenschaftlichen Namen Geospiza scandens septentrionalis. Ihrer Beschreibung lagen sowohl von Darwin als auch von Wolf stammende Exemplare zu Grunde.
In der Folge wurde der Vampirgrundfink jedoch in der Regel als Unterart des ebenfalls in Galapagos heimischen und äußerlich sehr ähnlichen Spitzschnabel-Grundfinken (Geospiza difficilis) betrachtet, obwohl bereits deutliche Unterschiede bei Verhalten und bevorzugtem Habitat bekannt waren. Phylogenetische Untersuchungen anhand des Genoms der Vögel ergaben Mitte der 2010er-Jahre schließlich, dass es sich bei Vampir- und Spitzschnabel-Grundfink tatsächlich um getrennte Arten handelt, die auch kein besonders enges Verwandtschaftsverhältnis aufweisen. Entsprechend wird der Vampirgrundfink mittlerweile von maßgeblichen Autoritäten wie der International Ornithologists’ Union als eigenständige Art mit dem wissenschaftlichen Namen Geospiza septentrionalis akzeptiert. Das Artepitheton entstammt dem Lateinischen und bedeutet in etwa „nördlich“, was Bezug auf die Lage des Verbreitungsgebiets auf den beiden nördlichsten Inseln des Archipels nimmt. Innerhalb der Art werden keine weiteren Unterarten unterschieden.
Innerhalb der Gattung Geospiza ist der Vampirgrundfink eine von insgesamt neun Arten, die als eigenständig anerkannt sind. Die anderen Mitglieder der Gattung sind:
- Genovesagrundfink (Geospiza acutirostris Ridgway, 1894)
- Españolagrundfink (Geospiza conirostris Ridgway, 1890)
- Kleingrundfink (Geospiza fuliginosa Gould, 1837)
- Mittelgrundfink (Geospiza fortis Gould, 1837)
- Großschnabel-Grundfink (Geospiza magnirostris Gould, 1837)
- Españolagrundfink (Geospiza propinqua Ridgway, 1894)
- Kaktusgrundfink (Geospiza scandens Gould, 1837)
- Spitzschnabel-Grundfink (Geospiza difficilis Sharpe, 1888)

Taxonomisch gesehen nimmt der Vampirgrundfink in Bezug auf die meisten anderen Arten der Gattung eine basale (urtümliche) Stellung ein. Die genauen Verwandtschaftsverhältnisse zum Spitzschnabel-Grundfink sind allerdings bislang unklar und bedürfen weiterer Forschungen.